# Harry Potter và Hội Phượng Hoàng
Harry Potter và hội Phượng hoàng (tiếng Anh: Harry Potter and the Order of the Phoenix) là tập thứ năm trong bộ tiểu thuyết Harry Potter của nhà văn J. K. Rowling được đồng loạt xuất bản vào ngày 21/6/2003 tại Anh, Hoa Kỳ, Canada, Úc cùng một số quốc gia khác, và bán được gần 7 triệu cuốn riêng tại Hoa Kỳ và Anh trong ngày đầu tiên xuất bản. Bản dịch tiếng Việt được Nhà xuất bản Trẻ xuất bản từ bản dịch của nhà văn Lý Lan từ ngày 21/7 đến 15/12/2003, được chia thành 22 tập và in thành sách vào tháng 9/2004. Một số tập ban đầu dùng tựa Harry Potter và mệnh lệnh phượng hoàng. Cuốn sách được chuyển thể thành phim bởi hãng Warner Bros và công chiếu từ ngày 13/7/2007.

## Cốt truyện
Sau năm học thứ tư, Harry trở về gia đình Dursley để nghỉ hè. Trong lần xung đột với Dudley cùng đám bạn của cậu ta ở công viên, cả bọn bất ngờ bị lũ Giám Ngục truy đuổi. Chúng tấn công Dudley, khiến Harry phải dùng Bùa Hộ Mệnh để cứu anh họ của mình. Arabella Figg xuất hiện, đưa hai đứa về nhà. Bà cho biết mình được cụ Dumbledore cắt cử theo dõi Harry. Tối đó, Harry nhận được thư từ Bộ Pháp Thuật thông báo cậu bị đuổi học vì dùng pháp thuật trước mặt Muggle và phải giải trình trước tòa. Nhưng đêm đó, những thành viên của Hội Phượng Hoàng xuất hiện, báo với Harry rằng cụ Dumbledore đã xin hoãn lệnh đuổi học và đưa cậu đến căn cứ tại số 12 Quảng trường Grimmauld, và là nhà của gia đình Black. Cậu gặp lại những người bạn, nhà Weasley, chú Sirius và thầy Lupin. Ron và Hermione cho biết họ không thể gửi thư cho Harry theo lệnh của cụ Dumbledore. Tại đây, Harry biết tới Hội Phượng Hoàng - tổ chức do cụ Dumbledore thành lập trong Chiến tranh Phù thủy lần thứ nhất để đối đầu Voldemort cùng lũ Tử thần Thực tử. Ngày hôm sau, Harry đến tòa án Bộ Pháp Thuật để giải trình. Bà Figg với tư cách nhân chứng đã đứng ra bảo vệ Harry rằng cậu bị lũ Giám Ngục tấn công. Cụ Dumbledore cũng đứng bào chữa rằng pháp thuật được sử dụng trong trường hợp nguy hiểm đến tính mạng. Cụ cũng nhấn mạnh Voldemort đã trở lại và chẳng ích gì nếu chối bỏ sự thật đó. Nhưng Conelius Fudge kiên quyết phủ nhận với sự sợ hãi. Cuối cùng, Bộ chấp nhận không đuổi học Harry.
Trở lại Hogwarts, cụ Dumbledore thông báo thay đổi vị trí giáo viên. Dolores Umbridge, một quan chức của Bộ Pháp Thuật là giáo viên mới của môn Phòng chống Nghệ thuật Hắc ám. Quay lại phòng sinh hoạt chung, tất cả bạn bè chất vấn Harry về việc cậu luôn khẳng định Voldemort đã trở lại và Ron phải đứng lên hòa giải. Lớp Phòng chống Nghệ thuật Hắc ám của Umbridge còn khủng khiếp hơn năm trước. Bà ta đề ra kỳ thi mới và nói rằng các học sinh sẽ được an toàn, không cần phải thực hành bùa chú. Bà ta cũng cấm các học sinh chơi đùa và thực hành thần chú như trước, đánh giá việc giảng dạy của các giáo viên, ra hàng đống nội quy vô lý với tư cách là thẩm tra viên của Bộ Pháp Thuật. Đỉnh điểm là khi bà ta đòi đuổi việc giáo sư Trelawney, buộc cụ Dumbledore phải ra mặt. Tối đó, Sirius liên lạc với Harry, nói rằng Bộ đang nghi ngờ cụ Dumbledore đang chống lại họ, còn bản thân Voldemort đang lên kế hoạch chiếm lấy Bộ và thu nạp thêm tay sai.
Trước sự lớn mạnh của Voldemort và sự thối nát của Bộ, Harry thành lập “Đội quân Dumbledore” và kêu gọi học sinh của ba Nhà Gryffindor, Ravenclaw và Hufflepuff tham gia, vì Nhà Slytherin đứng về phía Umbridge, lập ra đội Sao Đỏ cùng giám thị Filch giám sát học sinh. Một lần nọ, Neville vô tình tìm thấy Phòng Yêu Cầu, căn phòng ẩn cung cấp mọi vật dụng cần thiết. Các thành viên trong Đội quân Dumbledore dùng căn phòng để thực hành pháp thuật, chỉ định Harry làm giáo viên của họ. Cậu cũng hẹn hò với Cho Chang khi cô bé đã nguôi ngoai sau cái chết của Cedric, và làm thân với cô bé lập dị cũng từ Nhà Ravenclaw là Luna Lovegood, khi hai người có điểm chung là có thể thấy được Vong Mã, sinh vật mà chỉ những ai mất người thân từ nhỏ mới có thể nhìn thấy.
Đêm nọ, Harry gặp phải ác mộng rồi rơi vào trạng thái hoảng loạn. Cậu chất vấn cụ Dumbledore, nhưng cụ chỉ giao Harry cho Snape, nhờ ông dạy cậu Bế quan Bí thuật - pháp thuật cao cấp giúp người thi triển ngăn kẻ khác xâm nhập vào tâm trí của mình, vì lo rằng tâm trí cậu có kết nối với Voldemort. Nhưng trong một lần luyện tập, Harry nhìn thấy những ký ức của Snape, thấy cha mình, chú Sirius và thầy Lupin liên tục bắt nạt ông. Snape giận dữ vì sự xâm nhập bất ngờ này, từ chối tiếp tục luyện tập với Harry và đuổi cậu đi. 
Về phía Umbridge, bà ta cũng đã nghe loáng thoáng về Đội quân Dumbledore, nên đã ra thêm rất nhiều điều luật hà khắc. Vận may cũng mỉm cười với bà ta, khi Filch cùng đội Sao Đỏ tìm thấy Phòng Yêu Cầu, bắt quả tang Harry cùng bạn bè. Umbridge cùng bộ trưởng Fudge và các quan chức đến bắt cụ Dumbledore, vì suy cho cùng, nhóm của Harry được gọi là “Đội quân Dumbledore” nhưng cụ đã nhanh tay thoát đi trước. Việc Đội quân Dumbledore bị bắt quả tang là do một người bạn thân của Cho Chang khai ra. Harry rất giận dữ vì điều này, và chia tay cô ngay lập tức. 
Năm học trở về trạng thái kinh khủng như trước, khi Umbridge lúc này đã có quyền hành không khác gì hiệu trưởng. Nhưng trong kỳ thi, Fred và George nổi dậy làm loạn, xóa bỏ những điều luật và nổ pháo hoa trong sự hân hoan của tất cả học sinh và cả một số giáo viên, trong đó có giáo sư McGonagall, bởi chính bà cũng chẳng ưa Umbridge, thậm chí còn từng sai Peeves, con ma lâu đời nhất Hogwarts thường xuyên làm trò phá đám mụ ta. 
Một ngày nọ, Harry với tâm trí kết nối với Voldemort nhìn thấy người cha đỡ đầu Sirius bị hắn hành hạ trong Sở Bảo Mật. Hermione cảnh báo Voldemort chỉ đang lừa cậu, nhưng Harry vẫn kiên quyết đến đó. Cả ba đến phòng của Umbridge để báo với Hội Phượng Hoàng bằng mạng Floo, nhưng bị mụ ta phát hiện. Mụ yêu cầu Snape dùng Chân Dược để moi thông tin từ Harry, nhưng Snape nói dối rằng mụ đã dùng hết Chân Dược sẵn có rồi. Mụ lại định dùng Lời Nguyền Hành Hạ lên cậu, nhưng Hermione nhanh trí nói rằng “Vũ khí bí mật của Dumbledore” được giấu trong Rừng Cấm. Tại đây, Umbridge bị các Nhân Mã tóm đi vì mụ ta dám xúc phạm và còn tấn công họ.
Trở về từ Rừng Cấm, Harry, Ron, Hermione, Ginny, Luna và Neville lập tức đến Sở Bảo Mật. Ở đây, cả bọn thấy được lời tiên tri về Harry và Voldemort. Đúng lúc này, một nhóm Tử thần Thực tử gồm Lucius Malfoy và Antonin Dolohov xuất hiện tấn công. Dù chiến đấu ngang cơ với chúng nhưng cuối cùng cả đám vẫn bị khống chế. Lập tức một nhóm Thần Sáng xuất hiện cùng Sirius đến giải cứu đám trẻ. Nhưng Bellatrix Lestrange từ đâu xuất hiện và niệm Lời Nguyền Chết Chóc lên Sirius. Chứng kiến người cha đỡ đầu ra đi ngay trước mắt, Harry không giữ được bình tĩnh, lập tức lao tới tấn công Bellatrix bằng Lời Nguyền Hành Hạ. Đúng lúc đó, một giọng nói vang lên trong đầu Harry, xúi giục cậu hãy giết Bellatrix bằng lòng hận thù. Nhưng cậu nhận ra là Voldemort đang dẫn dụ cậu vào con đường tà đạo nên đã không làm vậy. Voldemort liền xuất hiện và tấn công Harry, tạo thời cơ cho Bellatrix trốn thoát. Nhưng cụ Dumbledore kịp thời xuất hiện giải cứu Harry, còn khiến Voldemort phải chùn bước. Hắn dùng Chiết Tâm Bí Thuật - pháp thuật trái ngược với Bế quan Bí thuật, giúp thâm nhập và điều khiển tâm trí kẻ khác - để điều khiển Harry. Nhưng Harry đã thành công ngăn Voldemort thao túng tâm trí cậu. Các quan chức của Bộ cũng chạy đến. Dù Voldemort nhanh chóng thoát đi, Fudge vẫn nhìn thấy hắn. Ông ta sau đó phải thừa nhận Chúa tể Hắc ám đã trở lại và từ chức trong ô nhục. Cụ Dumbledore được phục hồi chức vị, Lucius Malfoy bị tống vào Azkaban và Umbridge bị sa thải khỏi Hogwarts.
Khi mọi thứ yên ổn, Harry hỏi cụ Dumbledore về lời tiên tri giữa cậu và Voldemort. Cụ giải thích rằng lời tiên tri ám chỉ một đứa bé sinh vào cuối tháng 7, có cha mẹ là những người đã thách thức Voldemort ba lần sẽ đánh bại hắn một lần và mãi mãi. Đứa bé đó có thể là cậu hoặc Neville, vì Neville chỉ sinh trước Harry đúng 1 ngày. Voldemort chọn thủ tiêu Harry trước vào đêm định mệnh đó để trừ hậu họa. Nhưng tình yêu của mẹ Lily đã bảo vệ cậu và làm hắn tan xác. Một năm học kinh khủng kết thúc bằng sự lạc quan. Dù Voldemort đã trở lại, Harry vẫn cảm thấy tự tin vì cậu luôn có bạn bè ở bên.